# 冰島經濟
冰岛经济主要是依靠海洋渔业，提供了42%的出口收入，該產業雇用了全國8%的劳工人口。

## 狀態
2005年家庭最终消费增长11.9%以及固定资产构成增长34.5%是国内生产总值（GDP）增长的主要原因。进口28.4%的增长导致经常帐户贸易赤字达1620亿克朗（24.3亿美元），占GDP的16.3%，贸易赤字严重影响了GDP增长。 
2006年冰岛GDP为11417亿克朗（181亿美元），GDP年增长2.6%，人均GDP突破6万美元，达到60,370美元。 比2005年7.5%的年增长大幅度下跌。2005年国民总收入（GNI）增长率超过6.7%，主要得益于贸易改善和基本收入净支出减少。
2008年冰島面臨金融危機。在一年內，冰島貨幣對歐元的匯率大跌8成。9月30日，政府接管了全國第三大銀行。10月7日，更接管了全國第二大銀行－冰島國家銀行（Landsbanki Islands）。冰島國會並且緊急立法減低金融危機的衝擊。因為這些銀行的資產是冰島140億歐元的国内生产总值（GDP）的9倍，冰島可能要面對銀行破產。總理盖尔·哈尔德（Geir Haarde）曾發出警告冰島正面臨「全國破產」的危機。
然而跌破眼鏡的是在金融海嘯後的十年內冰島經濟迅速穩定，並成為失業率各方面都優於歐洲的國家，左派的諾貝爾經濟學家保羅·克魯格曼認為，冰島的成功其實是在於斷然採取了激烈手段，包含許多限制個人自由的作法，不浪費時間於人權、自由方面的意識形態討論，而是斷然措施，包含：
- 嚴格的資本管制，禁止法人資本流出。
- 禁止個人購買外匯或外國股票，銀行債權人和其他國外投資者無法撤資，等同錢被政府扣押。
- 把一批銀行家關進了監獄，以詐欺等罪。
- 投放公共資金用於緩解家庭債務。
- 貨幣大幅貶值，以形同賴帳的方式賴掉債務，包含前述被禁止撤資的投資人等富裕階層，只能在貶值過程承受財富大幅虧損，富人被強迫買單。

這些種種做法在歐美價值觀看來都有巨大爭議，有人提出時就會陷入議會無休止討論爭辯，甚至十年後還在爭辯階段，然而冰島卻有能力快速實施，最終證明有效，克魯格曼認為實證勝過了一切。